# Mark Brewer
Mark Brewer (5 de julio de 1989) es un deportista neozelandés que compitió en judo. Ganó dos medallas en el Campeonato de Oceanía de Judo en los años 2011 y 2013.

## Palmarés internacional
| Campeonato de Oceanía | Campeonato de Oceanía | Campeonato de Oceanía | Campeonato de Oceanía |
| Año                   | Lugar                 | Medalla               | Categoría             |
| --------------------- | --------------------- | --------------------- | --------------------- |
| 2011                  | Papeete (Francia)     | Medalla de plata      | –81 kg                |
| 2013                  | Apia (Samoa)          | Medalla de oro        | –81 kg                |